# Ballindalloch (zámek)
Ballindalloch je zámek, který se nachází v historickém hrabství Banffshire ve Skotsku. Je sídlem rodu Macpherson-Grants od roku 1546.
První věž zámku byla postavena v roce 1546. Poté, kdy byl vypleněn a spálen Jamesem Grahamem, prvním markýzem z Montrose, byl zámek obnoven v roce 1645. Rozšířen byl v roce 1770 generálem Jamesem Grantem (podle pověsti jeho duch je údajně přítomen v zámku) a v roce 1850 architektem Thomasem Mackenziem. Další rozšíření provedená v roce 1878 byla většinou zbourána během modernizací v roce 1965. Během své existence byl zámek nepřetržitě v držení rodin Russell a Macpherson-Grant.
V zámku se nachází významná sbírka španělských obrazů ze 17. století. Zámecké zahrady mají skalku z 20. století a holubník ze 17. století. Řeky Spey a Avon protékají pozemky a nabízejí rybaření. Slavné stádo dobytka Aberdeen Angus sídlí na zámeckém panství.
Zámek je otevřen turistům v letních měsících.